# Aberdaregraszanger
De aberdaregraszanger (Cisticola aberdare) is een zangvogel uit de familie Cisticolidae.

## Verspreiding en leefgebied
Deze soort is endemisch in de Aberdare Range in westelijk-centraal Kenia.

## Status
Het verspreidingsgebied is klein en de aantallen nemen snel af omdat geschikt habitat wordt omgezet in landbouwgebied. Op de Rode lijst van de IUCN heeft deze soort de status kwetsbaar.